# Augne
Augne est une commune française située dans le département de la Haute-Vienne en région Nouvelle-Aquitaine.

## Géographie

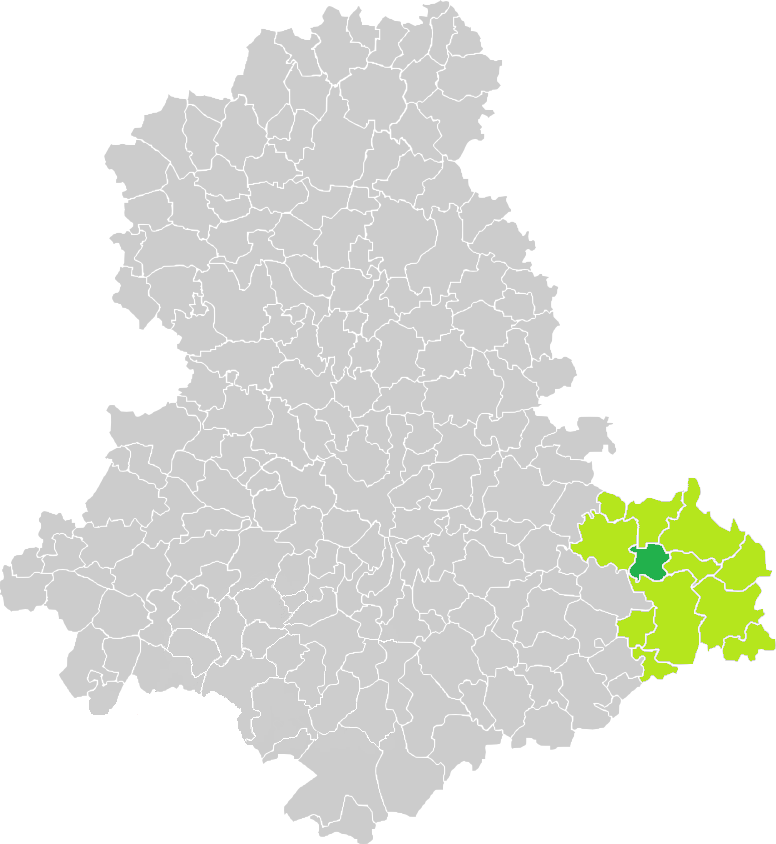
Situation de la commune d'Augne en Haute-Vienne.

### Situation
La commune d'Augne est située à 35 km de Limoges, elle est limitée au sud par la Vienne.

### Communes limitrophes
|          | Saint-Julien-le-Petit | Peyrat-le-Château    |
| Bujaleuf | Augne                 | Saint-Amand-le-Petit |
|          | Eymoutiers            |                      |

### Climat
Pour des articles plus généraux, voir Climat de la Nouvelle-Aquitaine et Climat de la Haute-Vienne.
Historiquement, la commune est exposée à un climat de montagne.  
En 2020, Météo-France publie une typologie des climats de la France métropolitaine dans laquelle la commune est toujours exposée à un climat de montagne et est dans la région climatique Ouest et nord-ouest du Massif Central, caractérisée par une pluviométrie annuelle de 900 à 1 500 mm, maximale en automne et en hiver.
Pour la période 1971-2000, la température annuelle moyenne est de 9,8 °C, avec une amplitude thermique annuelle de 14,7 °C. Le cumul annuel moyen de précipitations est de 1 354 mm, avec 13 jours de précipitations en janvier et 8,5 jours en juillet. Pour la période 1991-2020, la température moyenne annuelle observée sur la station météorologique la plus proche, située sur la commune d'Eymoutiers à 5,73 km à vol d'oiseau, est de 11,4 °C et le cumul annuel moyen de précipitations est de 1 170,3 mm,. Pour l'avenir, les paramètres climatiques de la commune estimés pour 2050 selon différents scénarios d’émission de gaz à effet de serre sont consultables sur un site dédié publié par Météo-France en novembre 2022.

## Urbanisme

### Typologie
Au 1er janvier 2024, Augne est catégorisée commune rurale à habitat très dispersé, selon la nouvelle grille communale de densité à sept niveaux définie par l'Insee en 2022.
Elle est située hors unité urbaine et hors attraction des villes,.

### Occupation des sols
L'occupation des sols de la commune, telle qu'elle ressort de la base de données européenne d’occupation biophysique des sols Corine Land Cover (CLC), est marquée par l'importance des forêts et milieux semi-naturels (57,4 % en 2018), une proportion identique à celle de 1990 (57,4 %). La répartition détaillée en 2018 est la suivante :
forêts (57,3 %), prairies (32,9 %), zones agricoles hétérogènes (9,7 %), milieux à végétation arbustive et/ou herbacée (0,1 %). L'évolution de l’occupation des sols de la commune et de ses infrastructures peut être observée sur les différentes représentations cartographiques du territoire : la carte de Cassini (XVIIIe siècle), la carte d'état-major (1820-1866) et les cartes ou photos aériennes de l'IGN pour la période actuelle (1950 à aujourd'hui).

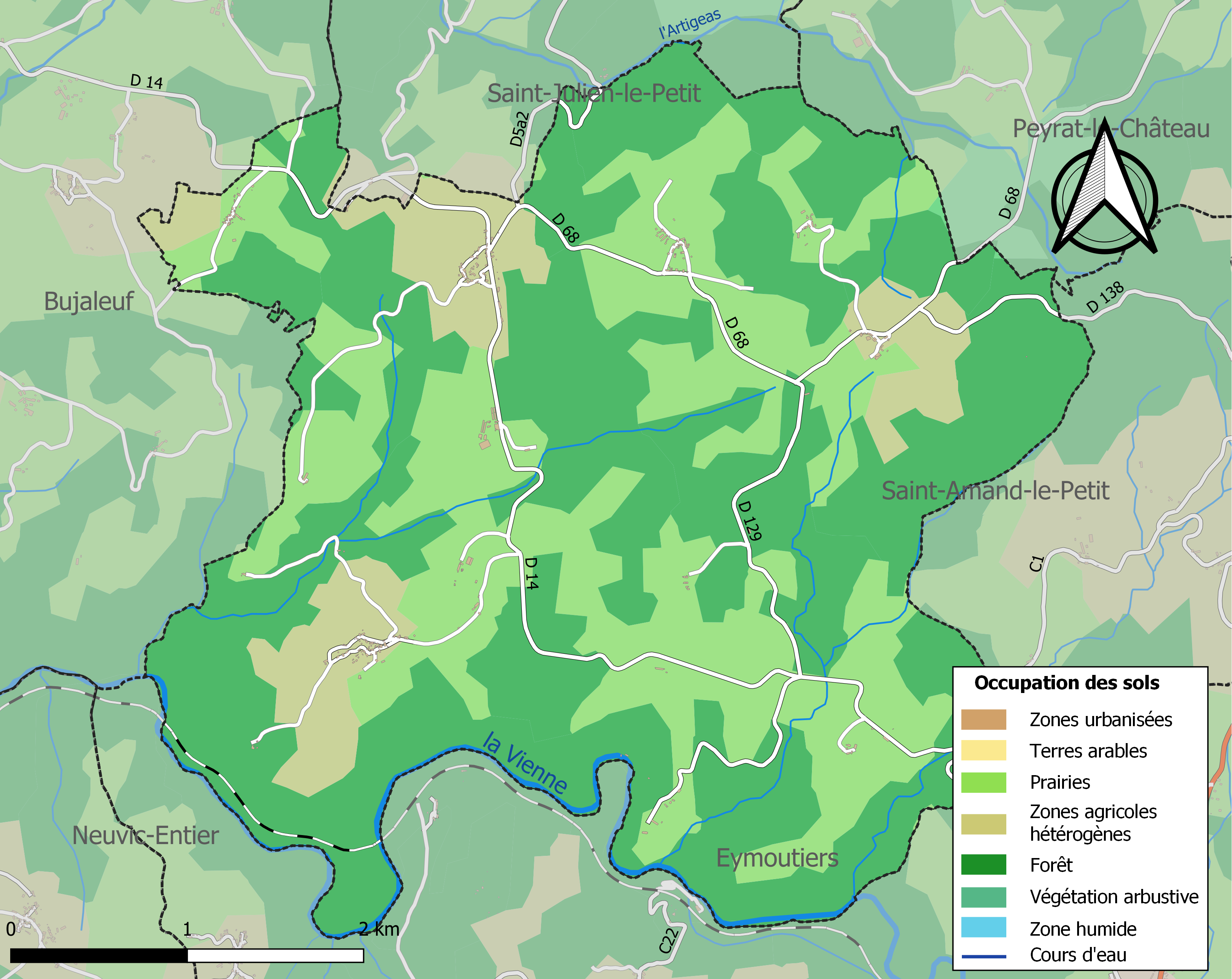
Carte des infrastructures et de l'occupation des sols de la commune en 2018 (CLC).

### Risques majeurs
Le territoire de la commune d'Augne est vulnérable à différents aléas naturels : météorologiques (tempête, orage, neige, grand froid, canicule ou sécheresse) et séisme (sismicité faible). Il est également exposé à un risque particulier : le risque de radon. Un site publié par le BRGM permet d'évaluer simplement et rapidement les risques d'un bien localisé soit par son adresse soit par le numéro de sa parcelle.

#### Risques naturels

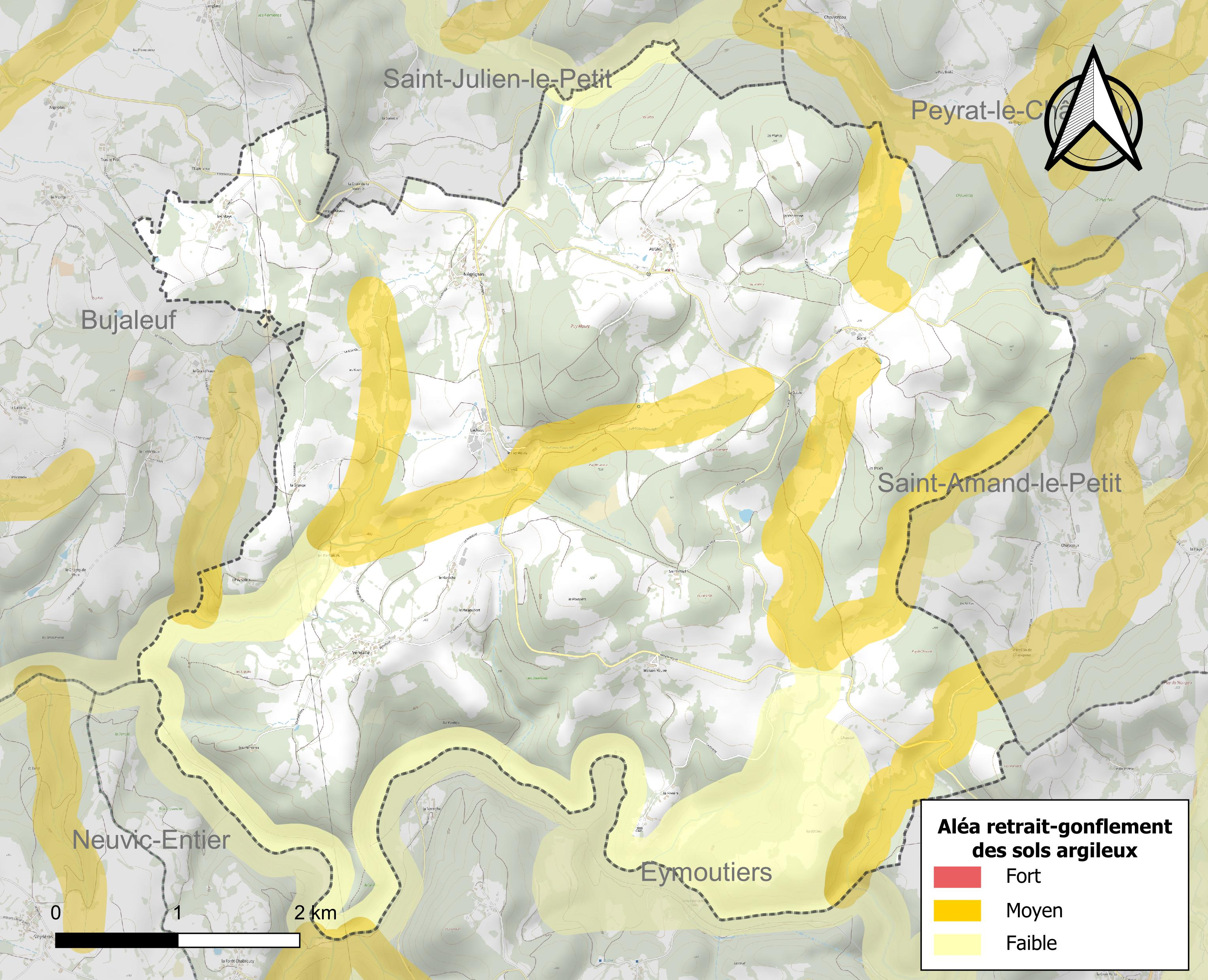
Carte des zones d'aléa retrait-gonflement des sols argileux d'Augne.

Le retrait-gonflement des sols argileux est susceptible d'engendrer des dommages importants aux bâtiments en cas d’alternance de périodes de sécheresse et de pluie. 15,2 % de la superficie communale est en aléa moyen ou fort (27 % au niveau départemental et 48,5 % au niveau national métropolitain). Depuis le 1er octobre 2020, en application de la loi ÉLAN, différentes contraintes s'imposent aux vendeurs, maîtres d'ouvrages ou constructeurs de biens situés dans une zone classée en aléa moyen ou fort,.
La commune a été reconnue en état de catastrophe naturelle au titre des dommages causés par les inondations et coulées de boue survenues en 1982 et 1999 et par des mouvements de terrain en 1999.

#### Risque particulier
Dans plusieurs parties du territoire national, le radon, accumulé dans certains logements ou autres locaux, peut constituer une source significative d’exposition de la population aux rayonnements ionisants. Selon la classification de 2018, la commune d'Augne est classée en zone 3, à savoir zone à potentiel radon significatif.

## Histoire
Le nom tire son origine du latin "onia", dérivé en "Augno" (occitan).La plus ancienne mention d'une cure date de 1497, les chanoines d'Eymoutiers y pourvoyaient. La petite église actuelle est pourtant beaucoup plus récente, bien qu'un fragment de vitrail date aussi du XVe siècle. L'édifice le plus ancien pourrait être légèrement antérieur : château de La Rivière (avant 1300, très remanié).

## Politique et administration

### Liste des maires
| Période                                  | Période   | Identité             | Étiquette | Qualité             |
| ---------------------------------------- | --------- | -------------------- | --------- | ------------------- |
| Les données manquantes sont à compléter. |           |                      |           |                     |
| ?                                        | 1938      | François Lhéritier   | SFIO      | Maçon, agriculteur  |
| 1938                                     | 1941      | Léonard Panteix      | SFIO      |                     |
| 1945                                     | 1963      | Léonard Panteix      | PCF       |                     |
|                                          |           |                      |           |                     |
| 1963                                     |           | Maurice Sauviat      | PCF       | Ouvrier électricien |
|                                          |           |                      |           |                     |
| avant 1980                               |           | François Fournet     |           |                     |
| 2001                                     | 2008      | Patrick Thevenot     |           |                     |
| mars 2008                                | mars 2014 | Bernard Lacouturière |           |                     |
| mars 2014                                | 2021      | Michel Lacouturière  |           |                     |
| 2021                                     | En cours  | Marc Champaud        |           |                     |

## Population et société

### Démographie
L'évolution du nombre d'habitants est connue à travers les recensements de la population effectués dans la commune depuis 1793. Pour les communes de moins de 10 000 habitants, une enquête de recensement portant sur toute la population est réalisée tous les cinq ans, les populations de référence des années intermédiaires étant quant à elles estimées par interpolation ou extrapolation. Pour la commune, le premier recensement exhaustif entrant dans le cadre du nouveau dispositif a été réalisé en 2006.

En 2022, la commune comptait 124 habitants, en évolution de +14,81 % par rapport à 2016 (Haute-Vienne : −0,68 %, France hors Mayotte : +2,11 %).
| 1793 | 1800 | 1806 | 1821 | 1831 | 1836 | 1841 | 1846 | 1851 |
| ---- | ---- | ---- | ---- | ---- | ---- | ---- | ---- | ---- |
| 410  | 484  | 459  | 539  | 600  | 545  | 553  | 561  | 569  |

| 1856 | 1861 | 1866 | 1872 | 1876 | 1881 | 1886 | 1891 | 1896 |
| ---- | ---- | ---- | ---- | ---- | ---- | ---- | ---- | ---- |
| 557  | 600  | 646  | 570  | 640  | 674  | 713  | 741  | 732  |

| 1901 | 1906 | 1911 | 1921 | 1926 | 1931 | 1936 | 1946 | 1954 |
| ---- | ---- | ---- | ---- | ---- | ---- | ---- | ---- | ---- |
| 648  | 673  | 542  | 473  | 441  | 410  | 396  | 356  | 328  |

| 1962 | 1968 | 1975 | 1982 | 1990 | 1999 | 2006 | 2011 | 2016 |
| ---- | ---- | ---- | ---- | ---- | ---- | ---- | ---- | ---- |
| 298  | 249  | 202  | 166  | 132  | 123  | 111  | 110  | 108  |

| 2021 | 2022 | - | - | - | - | - | - | - |
| ---- | ---- | - | - | - | - | - | - | - |
| 119  | 124  | - | - | - | - | - | - | - |

## Culture locale et patrimoine

### Lieux et monuments
- Église Saint-Pierre-ès-Liens d'Augne.

Elle est inscrite à l'Inventaire général du patrimoine culturel.
- Château du XIVe siècle au lieu-dit la Rivière[26].
- La chapelle de Farsac construite par le chevalier de Farsac en 1857[27].

### Héraldique
| Blason de Augne | Blason  | Parti de gueules et de sinople, au monogramme AUGNE de gueules brochant soutenu d'une étoile d'argent. |
| Blason de Augne | Détails | |